# Gondomar
Gondomar [ɡõduˈmaɾ] ist eine Stadt (Cidade) in Portugal mit etwa 164.000 Einwohnern.

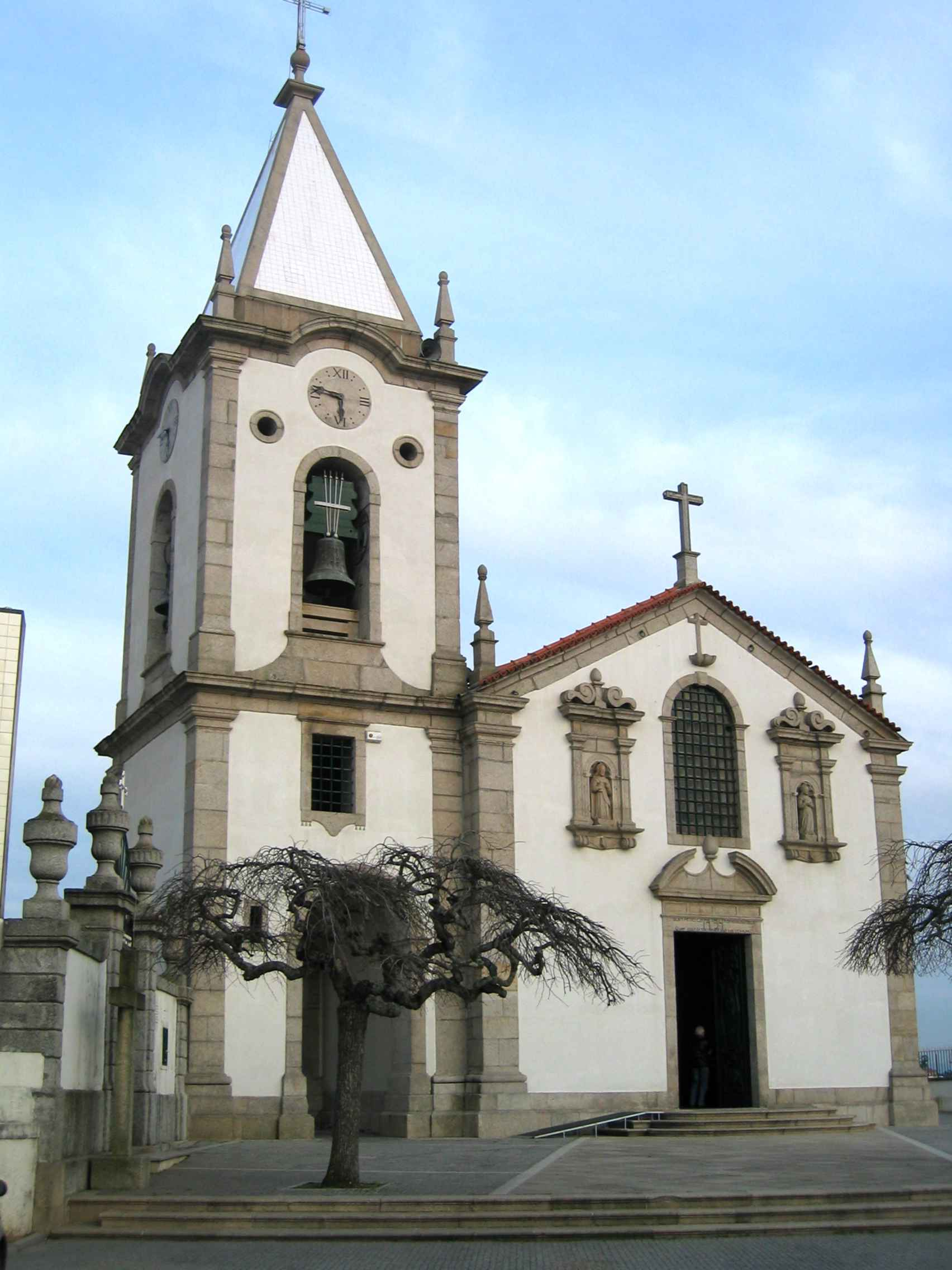
Die Hauptkirche Igreja de São Cosme

## Geschichte
Funde belegen eine vorgeschichtliche Besiedlung. Die Römer förderten im Gebiet Gold und nutzen die strategische Lage. Der Name stammt aus seiner Zeit als Ort des Westgotenreichs und leitet sich vom Westgotenkönig Gundemar ab, der hier 610 n. Chr. einen Verwaltungskreis einrichtete. Die Westgoten hinterließen jedoch keine Spuren in Gondomar.

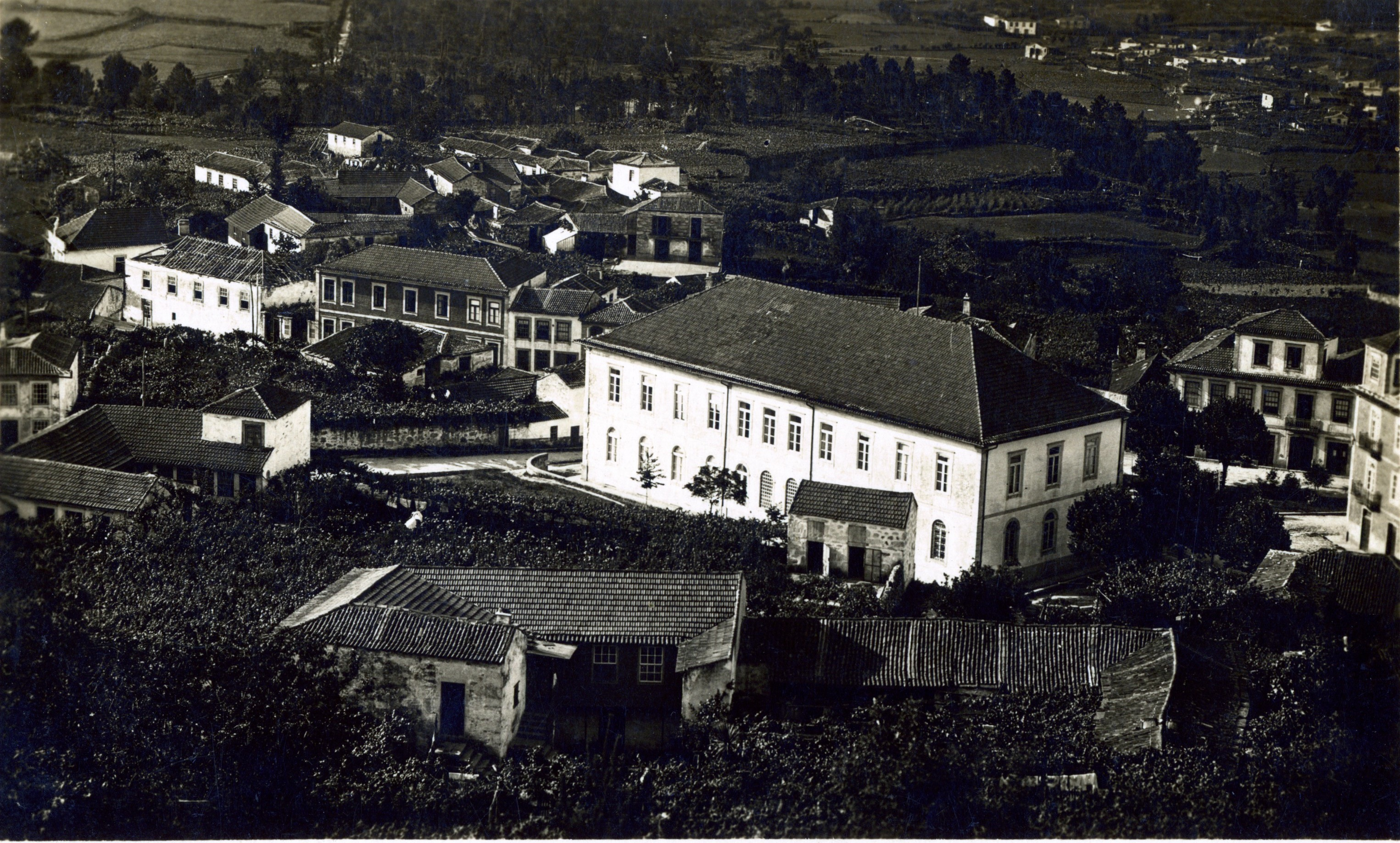
Das Rathaus (Câmara Municipal) von Gondomar, 1910

Der heutige Ort entstand vermutlich im Zuge der Wiederbesiedlung während der christlichen Reconquista. König D. Sancho I. verlieh Gondomar 1193 erste Stadtrechte, die von König D. Manuel I. 1515 im Zuge seiner Verwaltungsreformen erneuert wurden.
1868 wurde der Kreis Gondomar um eine Reihe Gemeinden erweitert, darunter die neu formierte Stadtgemeinde São Cosme als Hauptsitz des Kreises. Gondomar wurde 1927 zur Kleinstadt (Vila) und 1991 zur Stadt (Cidade) erhoben. 1995 wurde auch Rio Tinto und 2005 Valbom zur Stadt erhoben.

## Sport
Der Fußballverein Gondomar SC trägt seine Heimspiele der Série B der vierten Liga (Campeonato Nacional de Seniores) im 2.450 Zuschauer fassenden Stadion Estádio de São Miguel in Gondomar aus (Stand: Saison 2023/24).
In Gondomar fand die M-20-Handball-Europameisterschaft von 7. bis 17. Juli 2022 statt. Einer von drei Austragungsorten war die Multiusos Gondomar.

## Verwaltung

### Kreis Gondomar
Gondomar ist Sitz eines gleichnamigen Kreises (Concelho) im Distrikt Porto. Am 19. April 2021 hatte der Kreis 164.257 Einwohner auf einer Fläche von 131,9 km².
Die Nachbarkreise sind (im Uhrzeigersinn im Norden beginnend): Valongo, Paredes, Penafiel, Castelo de Paiva, Arouca, Santa Maria da Feira, Vila Nova de Gaia, Porto sowie Maia.
Mit der Gebietsreform im September 2013 wurden mehrere Gemeinden zu neuen Gemeinden zusammengefasst, sodass sich die Zahl der Gemeinden von zuvor zwölf auf acht verringerte.
Die folgenden Gemeinden (Freguesias) liegen im Kreis Gondomar:

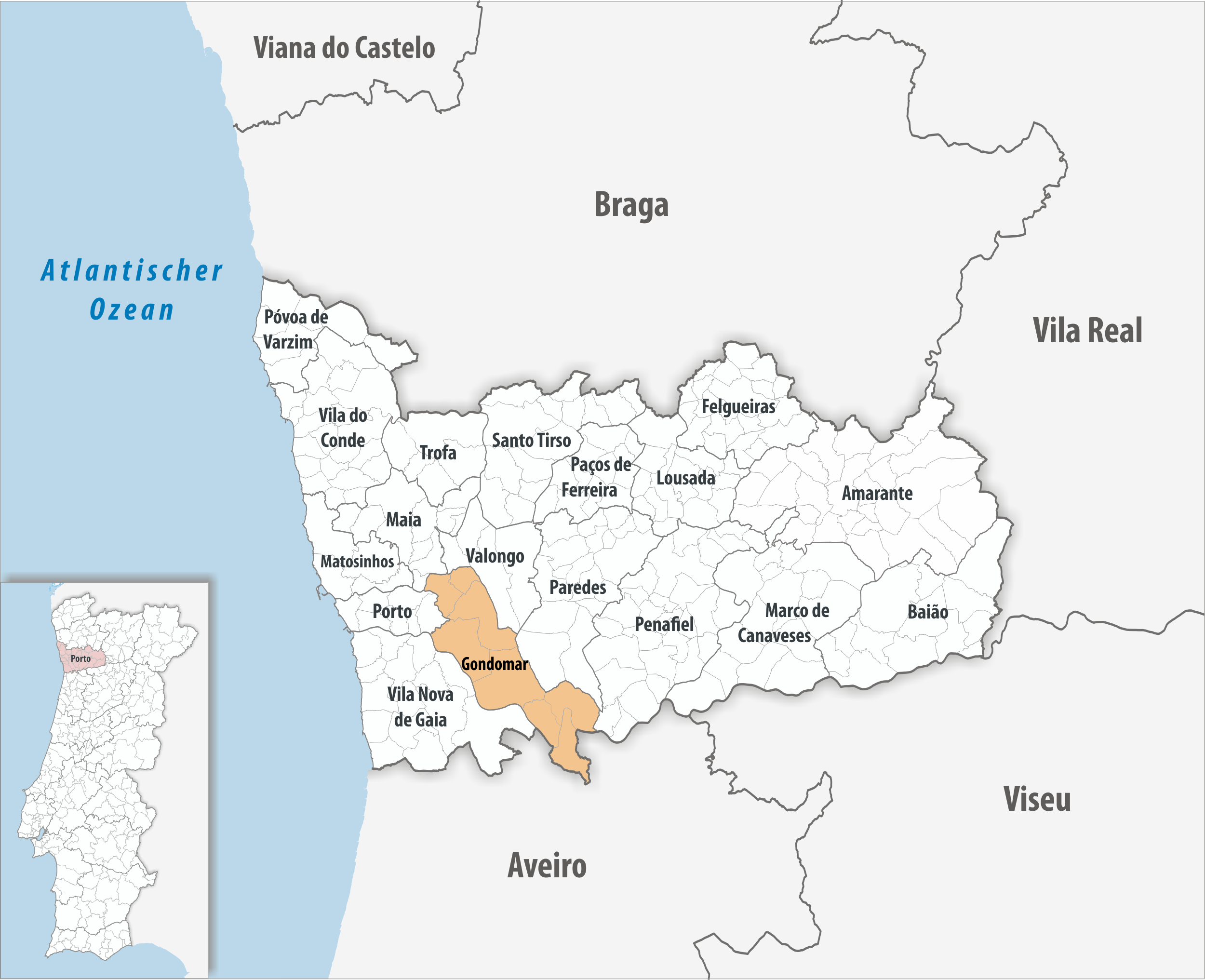
Kreis Gondomar

| Gemeinde                     | Einwohner (2021) | Fläche km² | Dichte Einw./km² | LAU- Code |
| ---------------------------- | ---------------- | ---------- | ---------------- | --------- |
| Baguim do Monte              | 14.386           | 5,46       | 2.636            | 130412    |
| Fânzeres e São Pedro da Cova | 37.753           | 21,96      | 1.719            | 130413    |
| Foz do Sousa e Covelo        | 7.034            | 30,24      | 233              | 130414    |
| Gondomar, Valbom e Jovim     | 47.422           | 23,32      | 2.034            | 130415    |
| Lomba                        | 1.284            | 13,70      | 94               | 130405    |
| Melres e Medas               | 5.295            | 27,81      | 190              | 130416    |
| Rio Tinto                    | 51.083           | 9,38       | 5.444            | 130408    |
| Kreis Gondomar               | 164.257          | 131,87     | 1.246            | 1304      |

### Bevölkerungsentwicklung
| 1801 | 1849   | 1900   | 1930   | 1960   | 1981    | 1991    | 2001    | 2011    |
| 7220 | 19.103 | 32.428 | 49.758 | 84.599 | 130.751 | 143.178 | 164.096 | 168.205 |

### Kommunaler Feiertag
- Montag nach dem ersten Oktobersonntag

### Städtepartnerschaften
- Gondomar, Galicien, Spanien (seit 1981)
- Feyzin, Frankreich (seit 1986)
- Barton-upon-Humber, Vereinigtes Königreich (seit 1993)

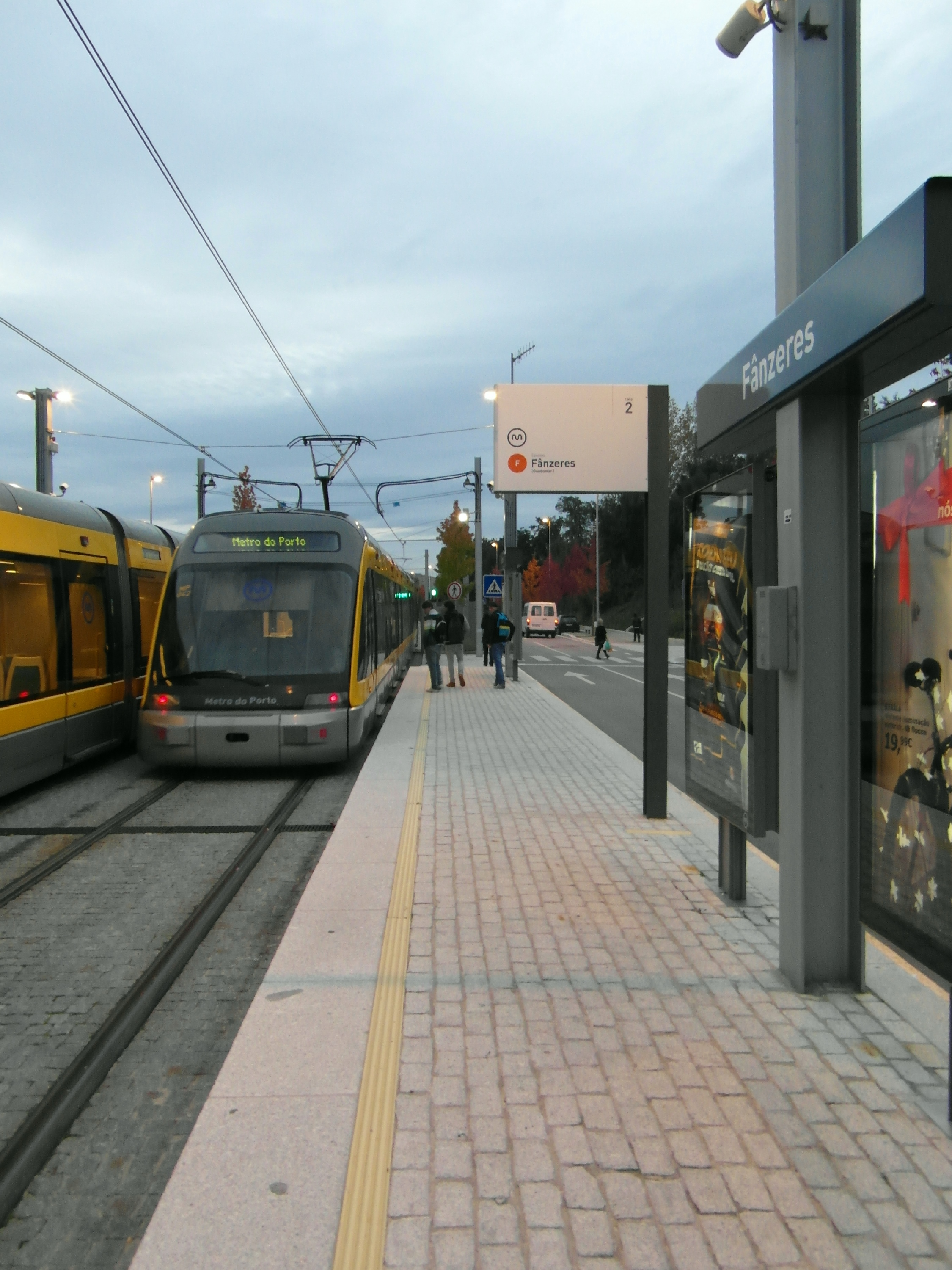
Die Stadtbahnhaltestelle Fânzeres

- Praia, Kap Verde (seit 2001)[6]

## Wirtschaft
Auch wenn die umliegenden Minen seit 200 Jahren geschlossen sind, so ist im Kreis traditionell das Goldschmiede- und Juweliergewerbe von Bedeutung, bis heute. Dazu ist die Baustoffindustrie, das Baugewerbe, Metallverarbeitung, Textilindustrie und der Handel zu nennen. Auch die Landwirtschaft ist ein Faktor der lokalen Wirtschaft geblieben.

## Verkehr
Gondomar ist über die Autobahn A43 an das portugiesische Fernstraßennetz angebunden.
Der öffentliche Personennahverkehr wird durch eine Reihe Buslinien der STCP sichergestellt. Zudem hat die Linie F der Stadtbahn Porto in der Gemeinde Fânzeres ihren Ausgangspunkt. In geplanten weiteren Ausbaustufen wird die Linie I das Zentrum Gondomars erreichen.

## Söhne und Töchter der Stadt
- Clemente Vieira (1629–1692), Bischof von Angra auf den Azoren
- Manuel de Santa Inês (1762–1840), Bischof von Porto
- João de França Castro e Moura (1804–1868), Bischof von Peking und von Porto
- Rosa Damasceno (1845–1904), Schauspielerin
- José Alves de Moura (* 1940), wurde in Brasilien als Beijoqueiro bekannt, dem es immer wieder gelingt, Prominente öffentlich zu küssen
- Zulmiro de Carvalho (* 1940), Bildhauer und Hochschullehrer
- Manuel Serafim Monteiro Pereira (1943–1994), Fußballnationalspieler
- Luís Teixeira (* 1953), Radsportler
- Marta Moreira (* 1966), olympische Leichtathletin
- Pedro Barbosa (* 1970), Fußballspieler
- Henrique Hilário (* 1975), Fußballspieler
- André Cardoso (* 1984), Radrennfahrer
- André Castro (* 1988), Fußballspieler
- Filipa Azevedo (* 1991), Sängerin
- Cláudia Pascoal (* 1994), Sängerin, vertrat Portugal beim Eurovision Song Contest 2018
- Diogo Jota (1996–2025), Fußballspieler
- André Filipe (2000–2025), Fußballspieler
- Fábio Silva (* 2002), Fußballspieler

Die Musikgruppe Slimmy stammt aus Gondomar.